# Колін Діблі
Колін Діблі (англ. Colin Dibley; нар. 19 вересня 1944) — колишній австралійський тенісист.
Найвищу одиночну позицію світового рейтингу — 26 місце досяг 4 червня 1973 року.
Здобув 4 одиночні та 17 парних титулів.
Найвищим досягненням на турнірах Великого шолома були півфінали в одиночному та парному розрядах.
Завершив кар'єру 1981 року.

## Фінали за кар'єру

### Одиночний розряд 7 (4–3)
| Результат | W-L | Рік  | Турнір            | Покриття | Суперник         | Рахунок            |
| --------- | --- | ---- | ----------------- | -------- | ---------------- | ------------------ |
| Перемога  | 1–0 | 1972 | Кіцбюель, Австрія | Ґрунт    | Дік Крілі        | 6–1, 6–3, 6–4      |
| Поразка   | 1–1 | 1972 | Сакраменто, США   | Тверде   | Стен Сміт        | 4–6, 7–5, 4–6, 4–6 |
| Перемога  | 2–1 | 1973 | La Costa WCT, США | Тверде   | Стен Сміт        | 6–3, 7–6           |
| Перемога  | 3–1 | 1973 | Саут-Орандж, США  | Трава    | Віджай Амрітрадж | 6–4, 6–7, 6–4      |
| Поразка   | 3–2 | 1976 | Літл-Рок, США     | Килим    | Харун Рахім      | 4–6, 5–7           |
| Поразка   | 3–3 | 1977 | Лагуна-Нігел, США | Тверде   | Ендрю Паттісон   | 6–2, 6–7, 4–6      |
| Перемога  | 4–3 | 1980 | Перт, Австралія   | Трава    | Кріс Ділейні     | 6–2, 6–4           |

### Парний розряд 32 (17–15)
| Результат | Ранг | Рік  | Турнір                | Покриття   | Партнер         | Суперники                        | Рахунок         |
| --------- | ---- | ---- | --------------------- | ---------- | --------------- | -------------------------------- | --------------- |
| Поразка   | 1.   | 1972 | Стокгольм             | Тверде (i) | Рой Емерсон     | Том Оккер Марті Ріссен           | 5–7, 6–7        |
| Поразка   | 2.   | 1973 | WCT Miami Open        | Тверде     | Террі Еддісон   | Рой Емерсон Род Лейвер           | 4–6, 4–6        |
| Поразка   | 3.   | 1973 | Richmond WCT          | Килим      | Террі Еддісон   | Рой Емерсон Род Лейвер           | 6–3, 3–6, 4–6   |
| Поразка   | 4.   | 1973 | St. Louis WCT         | Килим      | Террі Еддісон   | Ове Нільс Бенгтсон Джим Макманус | 2–6, 5–7        |
| Поразка   | 5.   | 1973 | Columbus Open         | Тверде     | Чарлз Пасарелл  | Джералд Беттрік Грем Стілвел     | 4–6, 6–7        |
| Перемога  | 1.   | 1973 | Haverford, США        | Трава      | Аллан Стоун     | Джон Остін Фред Макнеер          | 7–6, 6–3        |
| Поразка   | 6.   | 1973 | Токіо Outdoor         |            | Аллан Стоун     | Мал Андерсон Кен Роузволл        | 5–7, 5–7        |
| Перемога  | 2.   | 1973 | Hong Kong Tennis Open | Тверде     | Род Лейвер      | Пол Геркен Браян Готтфрід        | 6–3, 5–7, 17–15 |
| Перемога  | 3.   | 1974 | River Oaks, США       | Ґрунт      | Род Лейвер      | Артур Еш Роско Теннер            | 4–6, 7–6, 6–4   |
| Поразка   | 7.   | 1975 | Orlando WCT           | Тверде     | Рей Раффелз     | Браян Готтфрід Рауль Рамірес     | 4–6, 4–6        |
| Перемога  | 4.   | 1975 | St. Louis WCT         | Ґрунт      | Рей Раффелз     | Росс Кейс Джефф Мастерз          | 6–4, 6–4        |
| Перемога  | 5.   | 1975 | Turkey Open           | Outdoor    | Томас Кош       | Колін Даудесвелл Джон Фівер      | 6–2, 6–2, 6–2   |
| Перемога  | 6.   | 1976 | Indian Wells Open     | Тверде     | Сенді Меєр      | Реймонд Мур Ерік ван Діллен      | 6–4, 6–7, 7–6   |
| Перемога  | 7.   | 1976 | Пальма, Іспанія       | Ґрунт      | Джон Ендрюс     | Марк Едмондсон Джон Маркс        | 2–6, 6–3, 6–2   |
| Поразка   | 8.   | 1976 | Мадрид, Іспанія       | Ґрунт      | Джон Ендрюс     | Карлус Кірмайр Едуардо Мандаріно | 6–7, 6–4, 6–8   |
| Перемога  | 8.   | 1976 | ATP Florence          | Ґрунт      | Карлус Кірмайр  | Петер Соке Балаж Тароці          | 5–7, 7–5, 7–5   |
| Перемога  | 9.   | 1977 | Норт-Літл-Рок, США    | Килим      | Харун Рахім     | Боб Г'юїтт Фрю Макміллан         | 6–7, 6–3, 6–3   |
| Перемога  | 10.  | 1977 | ATP Denver            | Килим      | Джефф Мастерз   | Сід Болл Кім Ворвік              | 6–2, 6–3        |
| Перемога  | 11.  | 1977 | South Orange Open     | Тверде     | Войцех Фібак    | Йон Ціріак Гільєрмо Вілас        | 6–1, 7–5        |
| Поразка   | 9.   | 1977 | Токіо                 | Ґрунт      | Кріс Кехел      | Джефф Мастерз Кім Ворвік         | 2–6, 6–7        |
| Перемога  | 12.  | 1978 | Норт-Літл-Рок, США    | Килим      | Джефф Мастерз   | Тім Галліксон Том Галліксон      | 7–6, 6–3        |
| Поразка   | 10.  | 1978 | Йоганесбурґ, ПАР      | Тверде     | Джефф Мастерз   | Боб Г'юїтт Фрю Макміллан         | 5–7, 6–7        |
| Поразка   | 11.  | 1978 | Ньюпорт, США          | Трава      | Боб Гілтінен    | Тім Галліксон Том Галліксон      | 4–6, 4–6        |
| Перемога  | 13.  | 1978 | Columbus Open         | Ґрунт      | Боб Гілтінен    | Марсельйо Лара Еліот Телчер      | 6–2, 6–3        |
| Поразка   | 12.  | 1979 | Friendship Cup        | Тверде     | Ананд Амрітрадж | Йон Ціріак Гільєрмо Вілас        | 4–6, 6–2, 4–6   |
| Поразка   | 13.  | 1979 | ATP Tulsa             | Тверде (i) | Том Галліксон   | Франсіско Гонсалес Еліот Телчер  | 7–6, 5–7, 3–6   |
| Поразка   | 14.  | 1979 | ATP Stowe             | Тверде     | Ананд Амрітрадж | Майк Кейгілл Стів Крулевітс      | 6–3, 3–6, 4–6   |
| Поразка   | 15.  | 1979 | ATP Tel Aviv          | Тверде     | Майк Кейгілл    | Іліє Настасе Том Оккер           | 5–7, 4–6        |
| Перемога  | 14.  | 1979 | Токіо                 | Ґрунт      | Пет Дюпре       | Род Фролі Франсіско Гонсалес     | 3–6, 6–1, 6–1   |
| Перемога  | 15.  | 1979 | ATP Adelaide          | Трава      | Кріс Кехел      | Джон Александер Філ Дент         | 6–7, 7–6, 6–4   |
| Перемога  | 16.  | 1980 | Lorraine Open         | Килим      | Джін Меєр       | Кріс Ділейні Кім Ворвік          | 7–6, 7–5        |
| Перемога  | 17.  | 1981 | ATP Adelaide          | Трава      | Джон Джеймс     | Крейґ Едвардс Едді Едвардс       | 6–3, 6–4        |